# Brighton Council
Brighton Council är en kommun i Australien. Den ligger i delstaten Tasmanien, i den sydöstra delen av landet, omkring 18 kilometer norr om delstatshuvudstaden Hobart. Antalet invånare var 16 512 vid folkräkningen 2016. Arean är 171 kvadratkilometer.
Följande samhällen finns i Brighton:
- Bridgewater
- Old Beach
- Tea Tree
- Dromedary